# Emine Gül Isçi
Emine Gül Isçi (Gent, 12 januari 1980) is een Belgisch politica voor Vooruit.

## Biografie
Emine Gül Isçi, die Turkse roots heeft, behaalde in 2006 het diploma van leerkracht in het secundair onderwijs aan de Hogeschool Gent. Beroepshalve werd ze in 2007 trajectbegeleider voor jongeren in het deeltijds beroepsonderwijs.
Ze werd politiek actief voor de socialistische SP en haar uitlopers sp.a en Vooruit en zetelde van 2001 tot 2006 in de Gentse gemeenteraad.
Bij de Vlaamse verkiezingen van mei 2019 stond Isçi als eerste opvolger op de sp.a-lijst in Oost-Vlaanderen. In december 2023 volgde ze Conner Rousseau op als Vlaams Parlementslid. Ze oefende de functie uit tot aan de verkiezingen van juni 2024 en werd er plaatsvervangend lid van de commissie voor Welzijn, Volksgezondheid, Gezin en Armoedebestrijding. Bij de federale verkiezingen van juni 2024 kreeg ze vierde plaats op de Oost-Vlaamse lijst van Vooruit, maar Isçi raakte niet verkozen in de Kamer van volksvertegenwoordigers.